# Augustyn Krauze
Augustyn Krauze (auch August Krause, * 1. August 1882 im Dorf Pierwoschin (heute Pierwoszyno) bei Putzig; † 1957 in Gdynia) war ein deutscher und polnischer Beamter und Politiker. Von 1926 bis 1928 war er der erste Bürgermeister der aufstrebenden Stadt Gdynia.

## Leben
Krauze war Kaschube deutscher Staatsbürgerschaft und Sohn eines Gemeindevorstehers. Nach dem Studium in Breslau trat er dort in die Stadtverwaltung ein. Vor dem Krieg war er Stadtsekretär und heiratete eine ethnische Deutsche. Während der deutschen Besatzungszeit von Włocławek (Leslau) im Ersten Weltkrieg wurde er dort zweiter Bürgermeister. Nach Kriegsende kehrte er zunächst als Stadtsekretär nach Breslau zurück, bevor er Ämter in der neu errichteten Republik Polen übernahm.
Nach der Einrichtung des Polnischen Korridors wurde er 1920 Amtsleiter der Starostei (Kreisverwaltung) in Sępólno Krajeńskie (Zempelburg). Am 2. Oktober 1923 wurde er für die Dauer eines Jahre kommissarisch Stadtpräsident von Włocławek. Weitere Ämter hatte er bei der Verwaltung der Woiwodschaft Pommerellen inne.
Am 10. Februar 1926 verlieh der polnische Ministerrat nach der in den ehemals deutschen Teilen Polens immer noch gültigen preußischen Gemeindeordnung von 1863 Gdynia (Gdingen) das Stadtrecht. Am 10. April 1926 wurde Krauze kommissarisch zum Bürgermeister der Stadt ernannt und nach der Wahl des ersten Stadtrates von diesem am 14. Dezember per Wahl einstimmig für zwölf Jahre im Amt bestätigt. Die Stadt hatte in diesen Monaten, auch durch Eingemeindungen, ihre Einwohnerzahl auf 12.000 verdoppelt und trat dem Związek Miast Polskich (Verbindung Polnischer Städte, poln. Städtebund) bei.
Nach zwei Inspektionen, bei der die Verflechtung von Stadtverwaltung und den örtlichen Bauunternehmen gerügt wurden, erhielt der erste Bürgermeister Gdynias am 31. Oktober 1928 die Suspendierung von seinen Aufgaben. Ein Disziplinarverfahren gegen Krauze wurde aus Mangel an Beweisen eingestellt. Mit der Schadensersatzsumme aus dem folgenden Prozess baute er eine Villa in Orłowo. Nach dem Überfall auf Polen wurden er und seine Familie gezwungen in das Generalgouvernement umzusiedeln. Er kehrte nach Kriegsende zurück und wurde 1957 in Orłowo begraben.